# John Wilder Tukey
John Wilder Tukey ([ˈtuːki]), född 16 juni 1915, död 26 juni 2000, var en nordamerikansk statistiker, som bl a gjort sig känd för att tillsammans med andra ha återupptäckt den av Carl Friedrich Gauss långt tidigare funna, men bortglömda snabba fourier-transformen.

## Biografi
Tukey disputerade i matematik 1939 vid Princeton i USA med avhandlingen On denumerability in topology. Efter att ha varit verksam vid Fire Control Research Office under andra världskriget intresserade han sig för tillämpad statistik. Han studerade metoder för att hitta numeriskt och grafiskt mönster i datamaterial, bland annat låddiagrammet.